# Shelly Manne & His Men at The Black Hawk

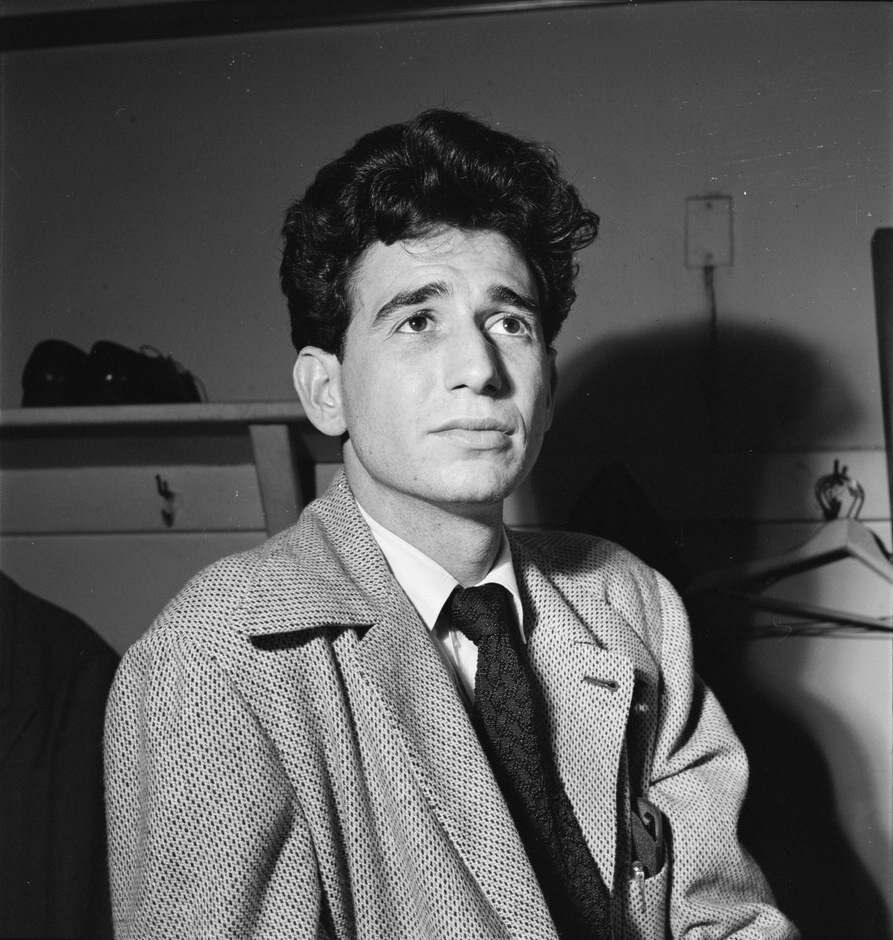
Shelly Manne, ca. Dezember 1946.
Fotografie von William P. Gottlieb.

Shelly Manne & His Men at The Black Hawk ist ein Jazz-Album von Shelly Manne & His Men; es umfasste in der Originalausgabe 4 LPs mit Live-Mitschnitten aus dem Jazzclub Black Hawk in San Francisco, die am 22., 23. und 24. September 1959 aufgenommen und 1960 auf Contemporary Records veröffentlicht wurden.

## DieBlack Hawk-Aufnahmen
Der Schlagzeuger gründete seine Formation Shelly Manne & His Men im Jahr 1955 mit Bob Enevoldsen, Joe Maini, Bob Cooper, Jimmy Giuffre, Russ Freeman und Ralph Peña; The West Coast Sound war ihr erstes Album auf Contemporary. Zum Zeitpunkt seines Gastspiels im Black Hawk hatte die Formation zahlreiche Umbesetzungen erlebt; zu der Band hatten u. a. auch Stu Williamson, Conte Candoli, Herb Geller, Leroy Vinnegar und bis 1959 auch Charlie Mariano gehört.
In seiner aktuellen Besetzung spielte Shelly Manne mit dem Tenorsaxophonisten Richie Kamuca, dem Pianisten Victor Feldman, dem Bassisten Monty Budwig und mit dem Trompeter Joe Gordon, der nur vier Jahre später starb, damals in einem der bekanntesten Jazzclubs von San Francisco; es war eines seiner seltenen Auftritte außerhalb von Los Angeles, wo Manne sonst als vielbeschäftigter Musiker in den Hollywood-Studios für Film-, Fernseh- und Plattenproduktionen arbeitete.
Die erste Woche im Black Hawk verlief für das Quintett so erfreulich, dass Shelly Manne bei Lester Koenig von Contemporary Records anrief und ihn fragte, ob er kommen wolle und die Gruppe in dem Club aufnehmen wolle. Am 22. September kam Koenig mit dem Aufnahme-Equipment; mit Hilfe der Black Hawk-Eigner Guido Cacianti und George Weiss wurden die Mikrophone installiert, um die nächsten drei nächtlichen Auftritte mitzuschneiden.
Beabsichtigt war, zunächst nur ein Album zu veröffentlichen; später beim Abhören der Bänder in Los Angeles wurde klar, dass jede Auswahl willkürlich gewesen wäre. So entschieden sich Manne und Koenig, das gesamte Material in Form von vier Schallplatten herauszugeben. Diese enthielten dann – als Querschnitt aus dem Repertoire der Band – insgesamt 14 Kompositionen, davon acht von Jazzmusikern, wie etwa „Our Delight“ von Tadd Dameron oder Duke Ellingtons „Just Squeeze Me“, einen langen improvisierten Blues und fünf Standards, wie George Gershwins Summertime. Zwei der Jazz-Titel waren bislang noch nicht aufgenommen worden:
„Blue Daniel“ von Frank Rosolino und „Cabu“ von Roland Alexander. Des Weiteren spielten sie die derzeit populären Titel wie „Whisper Not“ und „Step Lightly“ von Benny Golson; vom Ex-Mitglied Charlie Mariano stammte das Stück „Vamp's Blues“. „A Gem from Tiffany“ war der Themensong der Band seit 1955; Bill Holman schrieb es 1955 während eines Engagements der Band in einem Club in Los Angeles namens „The Tiffany“.
Durch den Erfolg der Black Hawk-Mitschnitte ermutigt, ließ Contemporary den Auftritt der Band in The Manne Hole im Mai 1961 ebenfalls mitschneiden und in Form von zwei Alben veröffentlichen (Live at the Manne Hole, Volume 1 & 2).

## Bewertung des Albums
Richard Cook und Brian Morton verliehen den Live-Mitschnitten in ihrem Penguin Guide to Jazz die Höchstnote (samt der selten verliehenen Krone); sie zählen die Black Hawk-Mitschnitte zu den „ausgezeichnetesten und swingendsten Mainstream-Aufnahmen, die je gemacht wurden“; es sei „Club Jazz at its best“, „ausgesprochen unterhaltsam und unentbehrlich“. Cook und Morton hoben besonders Benny Golsons „Whisper Not“ hervor; es sei „die definitivste Version“ dieses Jazz-Standards.
Obwohl es frühere Neuauflagen aller Black Hawk-Aufnahmen gab, sei diese (Band 1) zumindest klanglich überlegen, schrieb Richard J Salvucci in All About Jazz. Die Serie ist ein Genuss und es wäre schön, wenn alle vier Teile irgendwann auf diese Weise neu aufgelegt würden.

## Editorische Hinweise
Die 1991 von Fantasy Records erfolgte CD-Edition wurde um eine CD erweitert; Volume 5 enthält bislang unveröffentlichtes Material der Black Hawk-Aufnahmen, wie „Wonder Why“, „Pullin’ Strings“ oder „Eclipse of Spain“.

## Die Titel

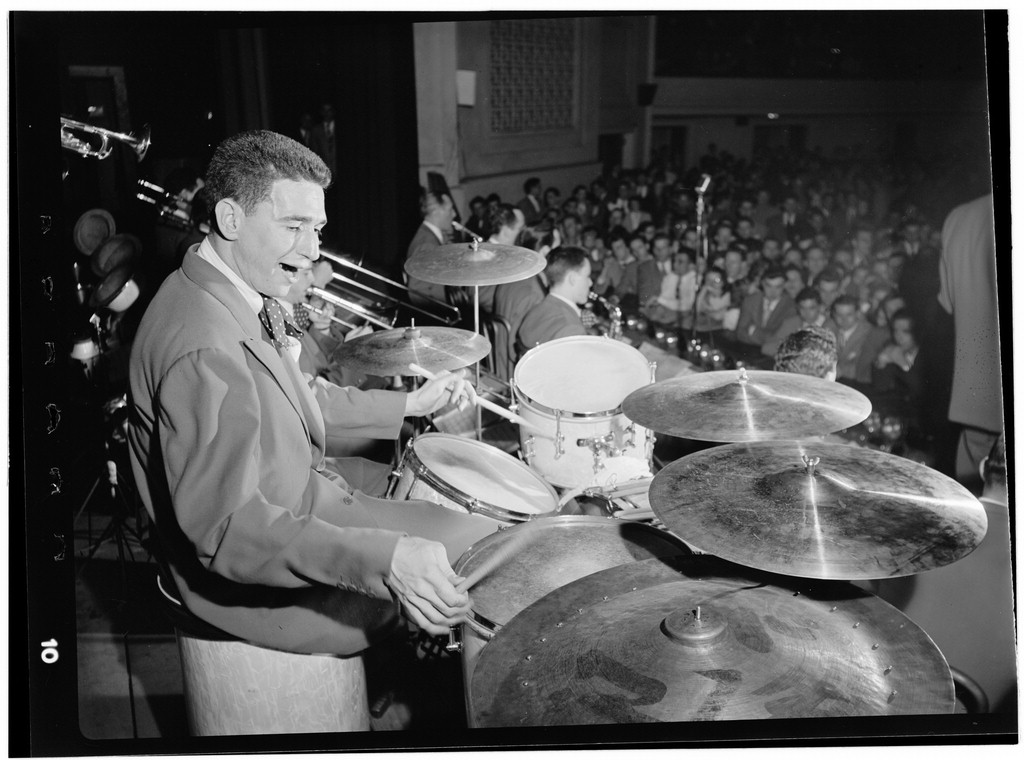
Boyd Raeburn, ca. Juni 1946.
Fotografie von William P. Gottlieb.

- Shelly Manne & His Men at The Black Hawk (Contemporary S 7577, S 7578, S 7579, S 7580; OJC CD 656-659)

Vol. 1
1. Summertime (Gershwin) 11:56 (22. September)
2. Our Delight (Tadd Dameron) 11:57 (22. September)
3. Poinciana (Simon - Lliso - Bernier) 13:00 (22. September)
4. Blue Daniel (Frank Rosolino) 8:33 (24. September)
5. Blue Daniel (alternate version vom 23. September) 8:06
6. Theme: A Gem from Tiffany (Bill Holman) 0:17 (24. September)

Vol. 2
- 22. September 1959

1. Step Lightly (Golson)
2. What’s New? (Haggart - Burke)
3. The Vamp’s Blues (Mariano)
4. Step Lightly (alternate version vom 24. September)
5. Theme: A Gem from Tiffany (Holman)

Vol. 3
1. I Am in Love (24. September) (Cole Porter) 12:11
2. Whisper Not (Golson) (23. September) (Benny Golson) 9:44
3. Blackhawk Blues (22. September) 18:12
4. Whisper Not (alternate version vom 24. September) 12:24

Vol. 4
- 24. September 1959

1. Cabu (Roland Alexander) 10:48
2. Just Squeeze Me (Ellington - Gaines) 12:51
3. Nightingale (Cugat - Rosner - Wise) 12:03
4. Theme: A Gem from Tiffany (alternate version vom 22. September) (Holman) 9:40
5. Cabu (Alexander) (alternate version vom 22. September) 11:45

Vol. 5
1. How Deep Are the Roots (23. September) 11:02
2. This Is Always (Parker) (23. September) 10:00
3. Wonder Why (23. September) 8:49
4. Eclipse of Spain (23. September) 10:30
5. Pullin’ Strings (24. September) 4:34
6. Theme: A Gem from Tiffany (24. September) (Holman) 5:39